# Florian Niederlechner
Florian Niederlechner (Ebersberg, 1990. október 24. –) német labdarúgó, az Augsburg játékosa.

## Pályafutása
Az SV Hohenlinden ifjúsági csapatában nevelkedett 2002-ig, majd innen került a TSV 1860 München akadémiájára. 2006-ban távozott, és csatlakozott szülővárosa csapatához, a TSV Ebersberghez. 2008-ban került a Falke Markt Schwaben csapatához, itt a felnőttek között is bemutatkozott. A 2010-11-es szezont már az Ismaning csapatánál töltötte. A következő szezonban a harmadosztályú SpVgg Unterhaching csapatának lett a labdarúgója. 2013 januárjában aláírt az 1. FC Heidenheim csapatához 2015 június végéig. A klubnál pályára léphetett a Bundesliga 2-ben is. 2015 nyarán az első osztályú 1. FSV Mainz 05 játékosa lett, négy évre írt alá. 2016 januárjában 18 hónapra kölcsönbe került a Freiburghoz. Október 15-én szerezte meg első élvonalbeli gólját a TSG 1899 Hoffenheim ellen. 2017 májusában végleg szerződtették. 2019 nyarán leszerződtette az Augsburg csapata, 2020 júniusáig.

## Sikerei, díjai
- Ismaning
  - Bayernliga: 2010–11

- 1. FC Heidenheim
  - 3. Liga: 2013-14

- Freiburg
  - Bundesliga 2: 2015-16

## Külső hivatkozások
- Florian Niederlechner adatlapja a Kicker oldalán (németül)
- Florian Niederlechner adatlapja a Transfermarkt oldalán (angolul)
- Florian Niederlechner adatlapja a Soccerway oldalon (angolul)